# Kirche des Heiligen Johannes von Damaskus
Die Kirche des Heiligen Johannes von Damaskus (arabisch كنيسة القديس يوحنا الدمشقي, DMG Kanīsat al-Qiddīs Yūḥanā ad-Dimašqī) ist eine griechisch-orthodoxe Kirche im Zentrum der Altstadt der syrischen Hauptstadt Damaskus. Sie ist dem Heiligen Johannes von Damaskus geweiht, der in der Anfangszeit des Kalifats von Damaskus lebte und dessen auf Griechisch und Aramäisch (Syrisch) verfasste Lehren bis heute in der griechisch-orthodoxen Kirche gelesen werden.

## Standort
Die Kirche befindet sich im christlichen Viertel etwa 100 m nordöstlich der ebenfalls griechisch-orthodoxen Mariamitischen Kathedrale von Damaskus und rund 200 m nördlich der Geraden Straße. Sie steht am westlichen Ende der in West-Ost-Richtung verlaufenden Johannes-von-Damaskus-Straße (شارع يوحنا الدمشقي, DMG Šāriʿ Yūḥanā ad-Dimašqī) auf deren Südseite an der Ecke mit der al-Assieh-Gasse (حارة الآسية, DMG Ḥārat al-Āsiya).

## Geschichte
Die Kirche des Heiligen Johannes von Damaskus wurde errichtet, kurz nachdem das Griechisch-Orthodoxe Patriarchat von Antiochien das Grundstück mit Erlaubnis der osmanischen Behörden 1856 erworben hatte.

## Bauweise
Die Kirche gilt als vergleichsweise modern, doch mit traditionellen Elementen. Der Grundriss ist rechteckig. Die Kirche hat ein Holzdach, das auf zwei Reihen von Gewölbebögen ruht, die wiederum auf vierkantigen Säulen aus Basaltsteinen stehen. Die Wände sind dagegen teils aus dunklem Basalt und teils aus Kalkstein. Fenster befinden sich im oberen Berich. Die Fußböden sind aus Steinen aus Marmor und Granit kombiniert. Das Holz der Ikonostase wurde von christlichen Künstlern aus Damaskus geschnitzt.